# 蛭間拓哉
蛭間 拓哉（ひるま たくや、2000年9月8日 - ）は、群馬県桐生市出身のプロ野球選手（外野手）。左投左打。埼玉西武ライオンズ所属。

## 経歴

### プロ入り前
桐生市立相生小学校3年生の時に野球を始め、6年生時には埼玉西武ライオンズジュニアに選出された。桐生市立相生中学校在学時は硬式野球のクラブチームである前橋桜ボーイズでプレーし、関東大会で優勝した。
浦和学院高等学校に進学し、1年春からベンチ入りして4番を務めた。2年秋から主将に就任し、3年夏には第100回全国高等学校野球選手権記念大会に出場。仙台育英との1回戦でソロ本塁打を放つなど、ベスト8進出に貢献した。大会後にはチームメイトの渡邉勇太朗と共にBFA U-18アジア選手権大会の日本代表に選出された。高校通算28本塁打。
卒業後は早稲田大学に進学し、2年春のリーグ戦からレギュラーに定着。同年秋のリーグ戦最終週の早慶戦2連戦では、初戦で木澤尚文から決勝点となるソロ本塁打、翌日の優勝決定戦では1点を追う9回に逆転の2点本塁打を放ち、チームの逆転優勝に大きく貢献した。3年春のリーグ戦ではベストナインを受賞。4年時にはハーレムベースボールウィークの日本代表に選出された。
2022年プロ野球ドラフト会議にて、埼玉西武ライオンズから1位で単独指名された。西武が外野手をドラフト1位指名するのは高橋二三男以来52年ぶり2人目で、大学生では初だった。当日の記者会見では「小さい時から目標だったプロ野球選手になるために、一番最初にプロ野球を見に行った球場が西武ドームだった。一番行きたい球団だったので指名していただいてうれしく思います」と答えた。11月30日、都内のホテルで契約交渉を行い、契約金1億円、年俸1600万円プラス出来高で合意。背番号は9。担当スカウトは竹下潤。

### 西武時代
2023年は開幕を二軍で迎え、6月23日に出場選手登録された。同日の東北楽天ゴールデンイーグルス戦で8番・右翼でプロ初出場を果たすと、24日の同カードでプロ初安打。さらに25日の同カードでは、大学の2学年先輩である早川隆久からプロ初本塁打を記録した。8月は打率.294・1本塁打・8打点を記録し、重要な打順を任されたものの、9月に入ると打率を落とし、9月27日には背中の違和感で登録抹消。ルーキーイヤーは一軍で56試合に出場し、打率.232・2本塁打・20打点という成績でオフに600万円増となる推定年俸2200万円で契約を更改した。
2024年も開幕を二軍で迎え、イースタン・リーグでは29試合に出場し、打率.287・1本塁打を記録すると、5月10日に出場選手登録。昇格後はスタメン出場が続き、交流戦開始前の時点では打率.340と打撃好調だったが、右翼守備では目測を誤って三塁打にする場面が目立った。交流戦では打撃が低迷し、打率が.264まで落ちると、6月8日の阪神タイガース戦ではこの年初めてスタメンを外れ、翌6月9日に出場選手登録を抹消された。7月15日に再登録されるも、再登録後は40試合の出場で打率.189と振るわず、9月9日に登録抹消。

## 詳細情報

### 年度別打撃成績
| 年 度     | 球 団     | 試 合 | 打 席 | 打 数 | 得 点 | 安 打 | 二 塁 打 | 三 塁 打 | 本 塁 打 | 塁 打 | 打 点 | 盗 塁 | 盗 塁 死 | 犠 打 | 犠 飛 | 四 球 | 敬 遠 | 死 球 | 三 振 | 併 殺 打 | 打 率 | 出 塁 率 | 長 打 率 | O P S |
| --------- | --------- | ----- | ----- | ----- | ----- | ----- | -------- | -------- | -------- | ----- | ----- | ----- | -------- | ----- | ----- | ----- | ----- | ----- | ----- | -------- | ----- | -------- | -------- | ----- |
| 2023      | 西武      | 56    | 223   | 198   | 17    | 46    | 6        | 0        | 2        | 58    | 20    | 0     | 0        | 9     | 2     | 14    | 0     | 0     | 37    | 2        | .232  | .280     | .293     | .573  |
| 2024      | 西武      | 63    | 232   | 214   | 16    | 47    | 8        | 1        | 1        | 60    | 16    | 3     | 1        | 3     | 1     | 9     | 0     | 5     | 43    | 3        | .220  | .266     | .280     | .547  |
| 通算：2年 | 通算：2年 | 119   | 455   | 412   | 33    | 93    | 14       | 1        | 3        | 118   | 36    | 3     | 1        | 12    | 3     | 23    | 0     | 5     | 80    | 5        | .226  | .273     | .286     | .560  |

- 2024年度シーズン終了時

### 年度別守備成績
| 年 度 | 球 団 | 外野  | 外野  | 外野  | 外野  | 外野  | 外野     |
| 年 度 | 球 団 | 試 合 | 刺 殺 | 補 殺 | 失 策 | 併 殺 | 守 備 率 |
| ----- | ----- | ----- | ----- | ----- | ----- | ----- | -------- |
| 2023  | 西武  | 56    | 103   | 0     | 0     | 0     | 1.000    |
| 2024  | 西武  | 60    | 108   | 5     | 1     | 0     | .991     |
| 通算  | 通算  | 116   | 211   | 5     | 1     | 0     | .995     |

- 2024年度シーズン終了時

### 記録
初記録
- 初出場・初先発出場：2023年6月23日、対東北楽天ゴールデンイーグルス10回戦（楽天モバイルパーク宮城）、8番・右翼手で先発出場[16]
- 初打席：同上、2回表に則本昂大から空振り三振[31]
- 初安打：2023年6月24日、対東北楽天ゴールデンイーグルス11回戦（楽天モバイルパーク宮城）、5回表に辛島航から右前安打[17]
- 初本塁打・初打点：2023年6月25日、対東北楽天ゴールデンイーグルス12回戦（楽天モバイルパーク宮城）、2回表に早川隆久から右越3ラン[18]
- 初盗塁：2024年5月14日、対北海道日本ハムファイターズ6回戦（エスコンフィールドHOKKAIDO）、4回表に二盗（投手：山﨑福也、捕手：伏見寅威）[32]

### 背番号
- 9（2023年 - ）

### 代表歴
- 第12回 BFA U-18アジア選手権大会 日本代表
- 2022 ハーレムベースボールウィーク 日本代表

### 登場曲
- 『2億4千万の瞳』郷ひろみ（2023年 - ）
- 『青雲のうた 令和バージョン』林家たい平（2023年7月23日）[注 1]
- 『すてきなホリデイ』竹内まりや（2023年 - ）[注 2]